# Melanie Kok

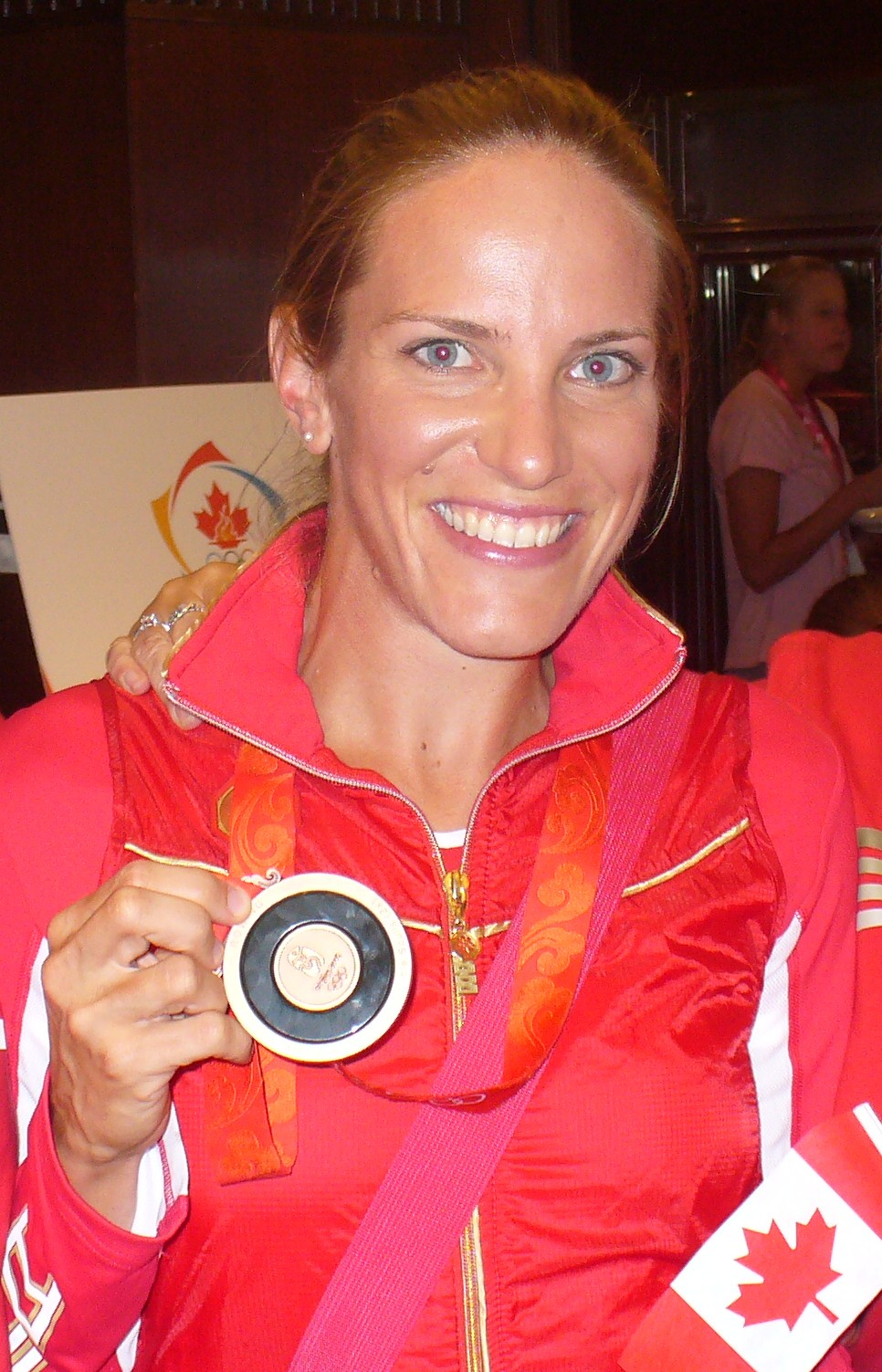
Melanie Kok und ihre olympische Medaille (2008)

Melanie Kok (* 4. November 1983 in Thunder Bay, Ontario) ist eine ehemalige kanadische Leichtgewichts-Ruderin.
Die 1,67 m große Melanie Kok debütierte 2005 im Ruder-Weltcup. Bei den Weltmeisterschaften 2005 siegten Tracy Cameron, Mara Jones, Elizabeth Urbach und Melanie Kok im Leichtgewichts-Doppelvierer. Im Jahr darauf saß nur noch Melanie Kok in dem Doppelvierer, der bei den Weltmeisterschaften 2006 den sechsten Platz belegte. 2007 trat Melanie Kok im Leichtgewichts-Einer an und erhielt die Bronzemedaille bei den Weltmeisterschaften in München. 2008 ruderten Tracy Cameron und Melanie Kok im Leichtgewichts-Doppelzweier. Beim Weltcup in Luzern belegten die beiden den dritten Platz hinter den Booten aus China und aus den Niederlanden, in Posen siegten die Kanadierinnen vor den Deutschen und den Australierinnen. Bei den Olympischen Spielen 2008 in Peking siegten die Niederländerinnen vor dem finnischen Doppelzweier. Kok und Cameron gewannen die Bronzemedaille mit vier Hundertstelsekunden Vorsprung auf das deutsche Boot. 